# Renata Scotto
Renata Scotto (Savona, 24 de febrero de 1934 -Savona, 16 de agosto de 2023) fue una de las más destacadas sopranos italianas de posguerra, valorada por su inteligencia interpretativa, autoridad estilística y dotes histriónicas enfatizadas en la rigurosidad y fidelidad hacia texto y partitura. Pertenece al distinguido grupo de sopranos pioneras en la revalorización del estilo belcantista romántico en la última mitad del siglo XX.
Formada bajo la tutela de directores pertenecientes a la tradición musical italiana de la época (Tullio Serafin, Gianandrea Gavazzeni, Antonino Votto, Francesco Molinari-Pradelli,Armando Krieger,Nino Sanzogno y Vittorio Gui), integra el grupo de cantantes (Joan Sutherland, Montserrat Caballé, Beverly Sills, Leyla Gencer, Mirella Freni, Marilyn Horne, etc) que continuaron la revalorización del bel canto -Bellini, Rossini y Donizetti- iniciada a principios de la década del cincuenta por Maria Callas y que también propiciara una novedosa aproximación en la interpretación del verismo italiano (Mascagni, Leoncavallo, Puccini, Ponchielli, etc.).
Desde 1987 incursiona como directora de escena en ópera y desde su retiro como cantante es asimismo requerida como maestra de canto con puestos académicos en la Academia Nacional de Santa Cecilia en Roma y en la Juilliard School de Nueva York. En junio de 2013 recibió el Premio Presidente della Repubblica Italiana por su contribución a las artes.

## Inicios
Nacida en Savona, Liguria, Italia hace un temprano debut en la noche de Navidad de 1952 a los 18 años, en el Teatro Nuovo de Milán, como Violetta Valéry en La Traviata de Verdi. Seguidas por Margherita da Cortona de Licinio Refice en el Teatro Alfieri de Turín y  L'amico Fritz de Pietro Mascagni.
En 1953, Scotto audiciona en La Scala para el rol de Walter de la ópera La Wally de Alfredo Catalani, junto a Renata Tebaldi y Mario del Monaco. Luego de la prueba, se oyó decir a uno de los jueces, el famoso director Víctor de Sabata, "Olvídense de las demás". La Wally se estrenó el 7 de diciembre de 1953 y Scotto fue llamada a saludar a escena quince veces.

## Consagración

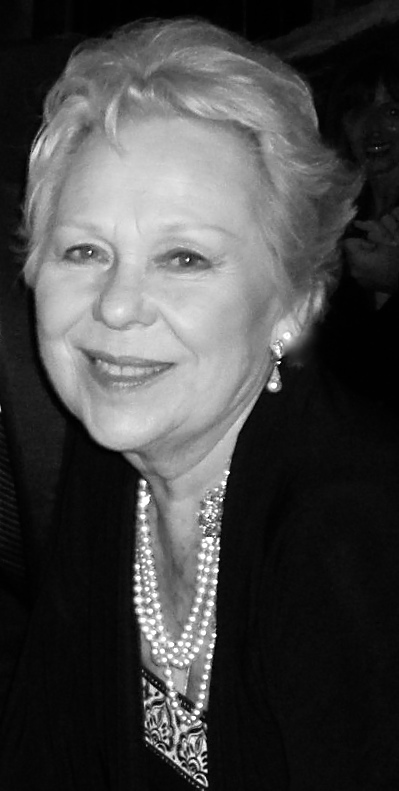
Renata Scotto 2008

Su consagración internacional llegó el 3 de septiembre de 1957 en el Festival de Edimburgo. La compañía de La Scala presentaba La sonnambula de Bellini, con Maria Callas como Amina. La producción de Luchino Visconti tuvo tanto éxito que La Scala decidió agregar una función que no figuraba en el contrato firmado por la soprano griega con el teatro milanes, por lo cual Callas decidió no participar. Con solo dos días de preparación, la joven Scotto la sustituyó con tal éxito que se convirtió en una celebridad internacional de la noche a la mañana. En 1960 cantará Amina en La Fenice de Venecia junto a Alfredo Kraus y en varios teatros italianos así como luego en Filadelfia (1967) - "su voz como una brisa flotando límpida ascendió con extraordinaria potencia en el final del aria Ah non giunge", Madrid (1970) y el Metropolitan Opera (1972).
En 1962 debuta en el Covent Garden de Londres y en el Gran Teatro del Liceo barcelonés con La Traviata y en 1964, integra la gira del teatro milanés al Bolshoi de Moscú y obtiene otro triunfo, es en el Teatro Colón de Buenos Aires como Cio-Cio-San en Madama Butterfly de Puccini con el tenor George Shirley, de la cual existe una versión pirata en CD. Retornará al Teatro Colón en 1967 como Gilda en Rigoletto junto al barítono Cornell MacNeil y el tenor Richard Tucker y en 1971 como Giulietta de I Capuleti e i Montecchi de Bellini dirigida por Margarita Wallmann pero, será su extraordinaria identificación con la criatura de Puccini la que le abrirá las puertas de otras audiencias y motivará dos importantes grabaciones comerciales, la primera (1966) dirigida por John Barbirolli - considerada por la crítica especializada como la versión de referencia - y una segunda (1978) por Lorin Maazel con Plácido Domingo, tenor con el cual compartiría una larga y fructífera asociación artística.

## Carrera en Estados Unidos
Su debut americano fue en la Ópera Lírica de Chicago como Mimi de La Boheme en 1960. El 13 de octubre de 1965, Scotto se presenta por primera vez en el Metropolitan Opera como Madama Butterfly recibiendo una clamorosa acogida por parte de público y crítica. En el nuevo MET, Scotto obtiene otro resonante suceso como Elena en I vespri siciliani; se establece en Nueva York para cantar con la compañía metropolitana un total de 26 personajes en 316 representaciones entre 1965 y 1987. En 1977, junto a Luciano Pavarotti, como Mimi comparte la primera televisación nacional de una ópera desde ese escenario, La Boheme de Puccini y en 1982 será Musetta en el telecast metropolitano de la producción de Franco Zeffirelli. Junto a Domingo en las transmisiones televisivas desde el teatro de Manon Lescaut de Puccini (dirigida por James Levine en la producción de Menotti) y Luisa Miller, Otello junto a Jon Vickers, Don Carlo de Verdi, el Il Trittico pucciniano interpretando los tres papeles femeninos (Giorgetta en Il Tabarro, Lauretta en Gianni Schicchi y una memorable Suor Angelica) y Francesca da Rimini de Ricardo Zandonai que el teatro revivió especialmente para ella en 1984. Scotto se despidió del escenario del MET el 17 de enero de 1987 en el mismo personaje de su debut, Madama Butterfly donde por primera vez además asumió la responsabilidad como directora de escena.
Su paso de soprano lírica a soprano lírico-dramática le valió detractores y su primera Norma de Bellini en el Metropolitan Opera en 1981 tuvo hostil recepción. El éxito llegó en las subsiguientes representaciones a las que se sumaron actuaciones en Florencia, Houston y un registro en estudios acompañada por la mezzosoprano Tatiana Troyanos, dirigido por James Levine. Bajo las órdenes de Riccardo Muti, la Scotto fue Lady Macbeth de Macbeth (Verdi) en el Royal Opera House Covent Garden junto a Renato Bruson y en la controvertida producción de Peter Hall para el Metropolitan Opera de 1982 con Sherrill Milnes dirigidos por James Levine.
Fue muy apreciada como Vitellia en La clemenza di Tito (Mozart) en la producción de Jean Pierre Ponnelle y aunque nunca cantó en escena Abigail de Nabucco y Santuzza de Cavalleria Rusticana las grabó dirigidas por Muti y Levine respectivamente. Con estos directores graba I Pagliacci junto a José Carreras; Tosca, Adriana Lecouvreur, Andrea Chénier, Desdemona en Otello junto a Plácido Domingo y segundas versiones de La Boheme y La Traviata acompañada por el tenor canario Alfredo Kraus, con quien compartieron la ilustre maestra de canto catalana Mercedes Llopart.
Otras incursiones en el repertorio incluyeron La Gioconda de Ponchielli, El profeta de Giacomo Meyerbeer, Anna Bolena de Donizetti, Un ballo in maschera y Il Trovatore de Verdi, Cecilia de Licinio Refice y grabaciones completas de Il segreto di Susanna de Ermanno Wolf-Ferrari; Edgar, Le Villi y Il Trittico de Puccini con Lorin Maazel, la integral de canciones de Verdi e Il tramonto de Ottorino Respighi con el Tokyo String Quartet.

## De cantante a directora de escena
En las postrimerías de su trayectoria como cantante encarnó una elogiada Mariscala de Der Rosenkavalier, Charlotte en Werther, Kundry de Parsifal, Fedora de Umberto Giordano, The Medium de Menotti, La Voix Humaine (La voz humana) de Poulenc, Erwartung de Arnold Schoenberg y Clitemnestra en Elektra de Richard Strauss que cantó en Baltimore y en el Teatro de la Maestranza de Sevilla.
Desde su retiro, presenta clases magistrales en Verbier, La Scala, Curtis Institute of Music, Universidad de Yale, Tokyo University, Pittsburgh Opera, Paris Opera Bastille,  Lyric Opera of Chicago y el Metropolitan Opera a la enseñanza en la Academia Nacional de Santa Cecilia en Roma y en Juilliard School de Nueva York 
y al "coaching" de sus colegas,  Renée Fleming, Anna Netrebko, Sondra Radvanovsky y Natalie Dessay.
Entre sus más renombrados trabajos como directora de escena se cuentan La Traviata ganadora de un Grammy para la New York City Opera, Norma en Helsinki, La Wally en Dallas, Berna y Bolonia, Lucia di Lammermoor, La Sonnambula, Adriana Lecouvreur, Madama Butterfly en la Arena de Verona, Palm Beach y Génova, Il Pirata de Bellini, Tosca en la Florida Grand Opera de Miami, La Boheme en la Ópera Lírica de Chicago, Palm Beach y Turandot en Atenas.

## Vida privada
En junio de 1960 casó con el violinista Lorenzo Anselmi con quien tuvo dos hijos. Reside en el condado de Westchester, cercano a Nueva York.
Documentó su carrera y vida en el libro Scotto, more than a diva en colaboración con el crítico Octavio Roca (Doubleday, 1984, ISBN 978-0385180399), en cambio el libro de Umberto Bonafini. Renata Scotto es un registro de infancia y carrera temprana.

## Principales Distinciones
- Premio "Il Ratto delle Sabine" 2015, ambasciatrice della cultura italiana[7]
- Premio Presidente della Repubblica 2012[5]
- Premio Franco Abbiati della Critica Musicale Italiana  (Associazione Italiana Critici Musicali) 1992
- Premio Emmy, interpretación femenina en ópera por la televisación de La Gioconda, 1978.
- Premio Emmy, dirección de ópera en televisión, La Traviata, New York City Opera.
- Premio Frankfurter Allgemeine por la interpretación de la Mariscala en Der Rosenkavalier.
- Opera News Award otorgado por la Metropolitan Opera Guild , 2007[8]

- Anton Coppola Award por "excellence in the arts", 2009
- Doctor honoris causa en Música de la Juilliard School en New York, 2009
- Es catedrática de la Accademia Nazionale di Santa Cecilia romana.[9]

## Grabaciones
Sus grabaciones comerciales o en vivo de la década de 1960 la muestran en su mejor momento vocal. A esta época pertenecen sus registros comerciales de La Traviata junto a Gianni Raimondi y Ettore Bastianini, La serva padrona de Pergolesi, La Boheme dirigida por Antonino Votto con Gianni Poggi y Tito Gobbi, Rigoletto con Dietrich Fischer-Dieskau y Carlo Bergonzi y como la esclava Liú en Turandot junto a Birgit Nilsson y Franco Corelli, así como las funciones en La Scala, La Fenice de Venecia, el Teatro Massimo de Palermo, el Teatro Real de Turín y el Maggio Musicale de Florencia de Lucia di Lammermoor, I Capuleti e i Montecchi, I vespri siciliani, Fausto, La Sonnambula, L'elisir d'amore, I Lombardi, Roberto el Diablo, La Straniera y Zaira de Bellini, Don Pasquale, Maria di Rohan, y el Réquiem de Verdi con Luciano Pavarotti, Marilyn Horne y Nicolai Ghiaurov dirigidos por Claudio Abbado en Roma. En 1964 la soprano participó en la gira de La Scala por la Unión Soviética y por Japón en la década de 1970 donde la NHK documentó en filmaciones Lucia di Lammermoor (con Carlo Bergonzi), Faust (con Alfredo Kraus) y La Traviata (con José Carreras).

## Discografía principal
CD
- Bellini; I Capuleti e i Montecchi. Claudio Abbado, 1968
- Bellini, La Sonnambula. Cillario, 1972, Covent Garden
- Bellini, La Sonnambula, Santi, La Fenice 1961
- Bellini, La Straniera, Gracis.
- Bellini; Norma; Levine; SONY 1979
- Bellini, Norma, Muti, Firenze 1981
- Bellini, Zaira, Belardinelli
- Bizet, Carmen (Micaela), Molinari-Pradelli
- Cilea; Adriana Lecouvreur; Levine; SONY
- Cilea; Adriana Lecouvreur; Gavazzeni
- Cherubini; Medea (Glauce), Serafin, EMI 1957
- Donizetti, Don Pasquale, Franci
- Donizetti, L'elisir d'amore, Gavazzeni
- Donizetti. Lucia di Lamermoor, Sanzogno, 1959
- Donizetti. Lucia di Lamermoor, Gavazzeni
- Donizetti. Lucia di Lamermoor, Sanzogno
- Donizetti. Lucia di Lamermoor, Rigacci
- Donizetti, Maria di Rohan, Gavazzeni
- Donizetti, Anna Bolena, Dallas, Rudel, 1980
- Giordano; Andrea Chenier; Levine; RCA 1978
- Gounod, Philemon et Baucis, Sanzogno
- Gounod, Faust, Parodi
- Leoncavallo; I Pagliacci. Muti. EMI
- Mascagni; Cavalleria Rusticana; Levine; RCA
- Meyerbeer, Roberto Il Diavolo, Sanzogno
- Meyerbeer, Le Prophete, Lewis, CBS
- Pergolesi, La Serva Padrona, Fasano
- Ponchielli, La Gioconda, Bartoletti
- Puccini: Edgar. Queler. CBS
- Puccini; La Boheme; Votto DG, 1962
- Puccini; La Boheme; Levine, EMI, 1979
- Puccini; Le Villi; Maazel, CBS
- Puccini; Il Trittico; Maazel; SONY 1979
- Puccini; Madama Butterfly; Barbirolli. EMI 1966
- Puccini; Madama Butterfly; Maazel. Sony 1978
- Puccini; Madama Butterfly, Adler, San Francisco 1965
- Puccini, Madama Butterfly, Basile
- Puccini; Tosca. Levine, EMI, 1980
- Puccini; Turandot (Liú), Molinari-Pradelli, EMI, 1967
- Refice; Cecilia, Campori
- Respighi; Il Tramonto, Fulton, Tokyo String Quartet
- Rossini, Il barbiere di Siviglia, Bellezza
- Spontini, La Vestale, Picchi
- Verdi, I Lombardi, Gavazzeni
- Verdi, I Vespri Siciliani, Gavazzeni
- Verdi, I Vespri Siciliani, Muti
- Verdi, La Traviata, Cillario
- Verdi; La Traviata; Votto DG 1963
- Verdi; La Traviata; Muti. EMI 1980
- Verdi; Nabucco; Muti ; EMI
- Verdi; Requiem; Muti; EMI
- Verdi, Requiem, Abbado, Rome 1977
- Verdi; Rigoletto; Gavazzeni; RCA
- Verdi; Rigoletto; Kubelik; RCA
- Verdi, Rigoletto, Giulini
- Verdi; Otello; Levine; RCA
- Verdi, Otello, Muti, Firenze, 1978
- Verdi; Songs, Washington
- Wolf-Ferrari; Il Segreto di Susanna, Pritchard, CBS 1980

- The very best of Renata Scotto; Arias y escenas; EMI
- Italian Opera Arias; Gavazzeni; SONY 1976
- Aria & Song, Mascagni-Liszt-Scarlatti-Rossini, Ivan Davis
- French Recital (Berlioz, Offenbach, Massenet, Thomas, Gounod), Rosenkrans
- Haydn-Donizetti-Faure-Puccini Recital, Arnaltes
- Christmas with Scotto, Anselmi

DVD
- Donizetti. L'elisir d'amore. Gavazzeni. Firenze, 1967 - con Carlo Bergonzi
- Donizetti. Lucia di Lamermoor. Bartoletti, Tokyo 1967 - con Carlo Bergonzi
- Gounod. Faust. Ethuin, Tokyo, 1973 - con Alfredo Kraus
- Puccini; La Boheme; Levine (Mimi), Met 1977 - con Luciano Pavarotti
- Puccini. La Boheme; Levine (Mussetta), Met 1982 - con José Carreras
- Puccini. Manon Lescaut; Levine; Met 1983 - con Plácido Domingo
- Verdi. La Traviata; Verchi, Tokyo 1973 - con José Carreras
- Verdi. Luisa Miller; Levine; Met 1979 - con Plácido Domingo
- Verdi. Otello; Levine; Met 1978 - con Jon Vickers
- Zandonai. Francesca da Rimini, Levine; Met 1984 - con Plácido Domingo
- Recital in Budapest 1991, Lukacs
- In Concert and Recital in Montreal 1986, Fulton, Armenian